# Miles Smiles
| 전문가 평가                         | 전문가 평가 |
| 평가 점수                           | 평가 점수   |
| 출처                                | 점수        |
| ----------------------------------- | ----------- |
| AllMusic                            | [ 4 ]       |
| Down Beat                           | [ 5 ]       |
| The Encyclopedia of Popular Music   | [ 6 ]       |
| The Penguin Guide to Jazz           | [ 7 ]       |
| Q                                   | [ 5 ]       |
| The Rolling Stone Album Guide       | [ 8 ]       |
| The Rolling Stone Jazz Record Guide | [ 9 ]       |
| Tom Hull – on the Web               | A−          |

《Miles Smiles》는 1967년 2월 16일, 컬럼비아 레코드에서 발매된 미국의 재즈 음악가 마일스 데이비스의 음반이다. 1966년 10월 24일과 10월 25일, 뉴욕의 컬럼비아 30번가 스튜디오에서 데이비스와 그의 두 번째 퀸텟에 의해 녹음되었다. 이 음반은 데이비스의 두 번째 퀸텟으로 테너 색소폰 주자 웨인 쇼터, 피아니스트 허비 행콕, 베이시스트 론 카터, 드러머 토니 윌리엄스가 참여했다.

## 배경
《Miles Smiles》는 더 느슨한 형태, 템포, 미터기로 모드 성능에 대한 데이비스의 더 깊은 탐구를 보여준다. 이 음반은 비밥의 관습을 따르지는 않았지만, 프리 재즈의 형식이 없는 것도 따르지 않았다. 음악학자 제레미 유드킨에 따르면 《Miles Smiles》는 "드럼의 리듬적이고 색채적인 독립성을 위해 만들어진 공간과 함께 추상적이고 강렬한 접근법은 모달과 화음의 조화, 유연한 형태, 구조화된 합창, 멜로디 변주, 자유로운 즉흥 연주를 통합한 접근법이다"라고 말했다. 음악 이론가 키스 워터스는 이 음반이 "하드 밥 전통과 아방가르드 모두에 대한 5인조의 연결을 강조했다"라고 썼다.
이 음반의 세 곡의 〈Orbits〉, 〈Dolores〉, 〈Ginger Bread Boy〉의 피아니스트 허비 행콕은 왼손 화음을 생략하고 오른손 라인만 연주하는 이례적인 자유로움을 가지고 있다. 〈Freedom Jazz Dance〉는 비록 이 퀸텟이 곡의 멜로디 문구 사이에 추가적인 막대를 삽입하고 약간 더 빠른 템포로 곡을 연주함으로써 에디 해리스의 작곡을 변형시켰지만, 피아노로부터의 더 전통적인 반주를 가지고 있다.

## 곡 목록
| #  | 제목           | 작곡            | 재생 시간 |
| -- | -------------- | --------------- | --------- |
| 1. | 〈Orbits〉     | 웨인 쇼터       | 4:37      |
| 2. | 〈Circle〉     | 마일스 데이비스 | 5:52      |
| 3. | 〈Footprints〉 | 쇼터            | 9:46      |

| #  | 제목                   | 작곡        | 재생 시간 |
| -- | ---------------------- | ----------- | --------- |
| 1. | 〈Dolores〉            | 쇼터        | 6:20      |
| 2. | 〈Freedom Jazz Dance〉 | 에디 해리스 | 7:13      |
| 3. | 〈Ginger Bread Boy〉   | 지미 히스   | 7:43      |